# Graphiurus christyi
Graphiurus christyi is een zoogdier uit de familie van de slaapmuizen (Gliridae). De wetenschappelijke naam van de soort werd voor het eerst geldig gepubliceerd door Dollman in 1914.